# Shannon Woeller
Shannon Elizabeth Woeller (* 31. Januar 1990 in Vancouver, British Columbia) ist eine kanadische Fußballspielerin.

## Karriere

### Verein
Woeller startete ihre Karriere bei den Prince of Wales Walesman, dem Athletic Team der Prince of Wales Secondary School in Vancouver, parallel spielte sie in der Akademie der Vancouver Whitecaps Women. Anschließend folgte ein Studium in den USA an der Rutgers University, wo sie nebenher von 2010 bis 2013 für die dortige Hochschulmannschaft der Rutgers Scarlett Knights auflief und parallel in der W-League bei den Vancouver Whitecaps Women und Seattle Sounders Women spielte.
Im Frühjahr 2014 verließ sie Nordamerika und wechselte nach Norwegen zum Grand Bodø IK. Dort lief Woeller in 14 Spielen auf, bevor sie im Frühjahr 2015 nach Island zum UMF Stjarnan wechselte. Nach einer Spielzeit in Island, unterschrieb Woeller nach über einem Jahr ohne Verein am 26. Januar 2017 in der Frauen-Bundesliga beim FF USV Jena, wo sie Landsfrau Rachel Melhado ersetzte. Am 15. Juli 2018 verpflichtete der schwedische Damallsvenskan Verein Eskilstuna United, Woeller bis Ende 2019. Nach Ablauf der Saison 2019 im Oktober verließ sie Schweden und kehrte vereinslos nach Kanada zurück. Nach einem halben Jahr ohne Verein, unterschrieb Woeller am 31. Juli 2020 für den spanischen Verein Valencia CF Femenino. Nachdem sie wegen der Coronavirus-Pandemie, nur zu einem Einsatz für den FC Valencia kam, unterschrieb Woeller am 22. Dezember 2020 in Schweden für Växjö DFF.

### Nationalmannschaft
Woeller durchlief ab dem Jahr 2005 die kanadischen Nachwuchsnationalmannschaften in den Altersklassen U-15 und U-20. Sie nahm 2009 am Zypern-Cup teil, wo sie am 7. März 2009 ihr A-Länderspieldebüt gegen die Niederlande gab. Woeller lief von 2009 bis 2012 in, 16 A-Länderspielen für die kanadische Fußballnationalmannschaft der Frauen auf. Nach fünfjähriger Abstinenz kehrte Woeller, ins Nationalteam für das Freundschaftsspiel gegen die deutsche Fußballnationalmannschaft der Frauen in Erfurt am 9. April 2017 ins Nationalteam zurück. Im Spiel gegen Deutschland, wurde Woeller in der 88 Minute eingewechselt, und kehrte nach 4 Jahren und 320 Tage, ins Nationalteam zurück, um ihr 17 Länderspiel zu absolvieren. Beim Algarve-Cup 2019 gehörte sie zum Kader, kam aber nicht zum Einsatz. Für die WM 2019 wurde sie nicht berücksichtigt.

## Persönliches
Woeller ist mütterlicherseits Urenkelin des kanadischen Eishockeyspielers Beattie Ramsay und väterlicherseits des Archdeacons David Woeller.